# Juan de Zubileta
Juan de Zubileta fue un marino vasco que nació en  Burceña, Baracaldo (Vizcaya).

## Historia
Fue uno de los 265 embarcados para dar la vuelta al mundo en la denominada expedición de Magallanes-Elcano, que comenzó en Sevilla el 10 de agosto de 1519. Esta expedición estaba capitaneada por Fernando de Magallanes, pero tras la muerte de este en Filipinas en 1521, Juan Sebastián Elcano se hizo cargo de ella. El viaje costó la vida de 199 tripulantes. Juan de Zubileta fue uno de los dieciocho hombres que consiguió llevar a término la expedición, llegando a Sanlúcar de Barrameda el 6 de septiembre de 1522 en la nave Victoria, junto con otros 17 supervivientes, entre los que estaba el propio Juan Sebastián Elcano.
Juan de Zubileta y Juan de Arratia fueron los dos únicos navegantes que dieron la vuelta al mundo por primera vez en la misma nave, sin cambiar en las otras cuatro de la Armada y sin desfallecer un solo momento. El mismo Juan Sebastián Elcano cambió de embarcación en varias ocasiones. En realidad se puede decir que en la nave Victoria solo hubo dos supervivientes.